# Марк Корнелий Цетег (консул 204 года до н. э.)
Марк Корнелий Цетег (лат. Marcus Cornelius Cethegus; умер в 196 году до н. э.) — римский военачальник и политический деятель из патрицианского рода Корнелиев, консул 204 года до н. э. Участник Второй Пунической войны. Античные авторы называют его первым оратором в истории Рима.

## Происхождение
Марк Корнелий принадлежал к одному из самых знатных и разветвлённых родов Рима, имевшему этрусское происхождение. Наряду с Гаем Корнелием, консулом 197 года до н. э., он был одним из двух первых упоминающихся в источниках носителей когномена Цетег (Cethegus или Cetegus). Из Капитолийских фаст известно, что Марк был сыном Марка, внуком Марка, а Гай — сыном Луция, внуком Марка; отсюда исследователи делают вывод, что эти Цетеги были двоюродными братьями, и их общий дед, Марк Корнелий, чья деятельность должна приходиться на Первую Пуническую войну, уже носил данный когномен.

## Биография
В начале своей карьеры Марк Корнелий состоял в жреческой коллегии фламинов, но был исключён из неё за нарушения — по данным Плутарха, «за то, что, передавая внутренности жертвенного животного, нарушил должную очередность», а согласно Валерию Максиму, за «чрезмерное любопытство к внешним событиям», из-за которого «алтари бессмертных богов временем и войнами были разрушены». Классический справочник Роберта Броутона датирует это приблизительно 223 годом до н. э.
В 213 году до н. э. Марк Корнелий стал членом коллегии понтификов, заменив там своего умершего сородича Луция Корнелия Лентула Кавдина. В том же году он занимал должность курульного эдила, причём его коллегой был Публий Корнелий Сципион (впоследствии — Африканский). Полибий утверждает, будто вместе со Сципионом был избран его брат Луций, и вообще не упоминает Цетега, но эту версию исследователи считают ошибочной. Известно, что эдилы организовали «по тем временам роскошные» Римские игры и раздачу оливкового масла.
В 211 году до н. э. Цетег был претором. Сенат направил его сначала в Апулию, а потом в Сицилию. На этом острове даже после ряда побед Марка Клавдия Марцелла ситуация была очень непростой: высадилась очередная карфагенская армия, занявшая ряд городов; лёгкая конница противника опустошала всю провинцию, а римские солдаты не хотели воевать. Марку Корнелию удалось навести порядок в войске и отвоевать потерянные города. Позже он приложил серьёзные усилия, чтобы оспорить заслуги Марцелла во время его сицилийского командования: он отпустил в Рим множество сицилийских греков с жалобами на жестокость Марка Клавдия и его злоупотребления властью. Сенаторы, рассмотрев эти жалобы, признали Марцелла невиновным.
В 209 году до н. э. Марк Корнелий стал цензором. Его коллегой был плебей Публий Семпроний Тудитан; при этом оба цензора ещё не занимали консульскую должность. Ливий рассказывает о разногласиях по вопросу о новом принцепсе сената: Цетег предлагал кандидатуру Тита Манлия Торквата, Тудитан — Квинта Фабия Максима; Марк Корнелий в конце концов уступил. Цензоры исключили из сената восемь человек, включая Марка Цецилия Метелла, отобрали государственных лошадей у тех, кто при Каннах служил в коннице, и увеличили срок их службы .
Следующее упоминание о Марке Корнелии относится к 204 году до н. э., когда он вместе со своим коллегой по цензуре стал консулом. В начале года Цетег и Тудитан председательствовали на заседании сената, когда было решено создать комиссию для расследования событий в Локрах (там бесчинствовал один из отрядов армии Публия Корнелия Сципиона). Позже Марк Корнелий получил в качестве провинции Этрурию, на северных границах которой появился карфагенский военачальник Магон Баркид. Задачей Цетега было предотвратить выступления этрусков на стороне Карфагена, и он с этой задачей справился: многие местные аристократы, сочувствовавшие Магону, были осуждены и, по-видимому, казнены, другие бежали, а их имущество было конфисковано. В результате Этрурия осталась под контролем Рима.
В конце года Марк Корнелий ненадолго приезжал в Рим, чтобы организовать очередные выборы магистратов. В 203 году до н. э. он получил полномочия проконсула Цизальпийской Галлии и там совместно с претором Публием Квинтилием Варом встал на пути Магона, попытавшегося прорваться в Италию на соединение с Ганнибалом. В землях инсубров произошло большое сражение. У каждого из римских военачальников было по два легиона, причём войска Цетега были стратегическим резервом. В схватке римская пехота понесла большие потери, особенно из-за действий слонов, но Марк Корнелий ввёл в бой свои войска и стабилизировал таким образом ситуацию, а когда Магон получил тяжёлое ранение, его воины обратились в бегство. Тем не менее победа римлян не была бесспорной — они понесли довольно серьёзные потери (2300 убитых, включая трёх военных трибунов), а армия противника, потеряв 5 тысяч человек, сохранила боеспособность. Впрочем, Магон вскоре получил приказ возвращаться с армией в Африку, так что угроза для Италии миновала.
Марк Корнелий Цетег умер в 196 году до н. э.

## Интеллектуальные занятия
Марк Туллий Цицерон называет Цетега первым оратором в истории римского красноречия. При этом он ссылается на мнение Квинта Энния как единственное сохранившееся до его времён свидетельство. Энний пишет:

Марк Корнелий Цетег, своему сотоварищу верный,

Сладостной речью своей спешит Тудитану на помощь,

Марком рожденный оратор...
— Марк Туллий Цицерон. Брут, 58.